# Willie Chan
Willie Chan Chi-keung (chiń. upr. 陈自强; chiń. trad. 陳自強; pinyin Chén Zìqiang; jyutping Can4 Ji6 Keung4; ur. 22 maja 1941, zm. 24 października 2017) – malezyjski producent filmowy. W 2010 roku wraz z Solonem So otrzymał nominację do nagrody Hong Kong Film Award w kategorii Best Film. Przez 30 lat był menedżerem Jackiego Chana.

## Filmografia

### Jako producent

#### Filmy pełnometrażowe
| Rok  | Tytuł                                       | Uwagi                             |
| ---- | ------------------------------------------- | --------------------------------- |
| 1988 | Brygada specjalna                           | Jako producent wykonawczy         |
| 1989 | Shuo huang de nu ren                        |                                   |
| 1991 | Aktorka                                     |                                   |
| 1992 | Policyjna opowieść 3: Superglina            |                                   |
| 1999 | We władzy wspomnień                         | Jako producent wykonawczy         |
| 1999 | Gliny                                       | Jako producent wykonawczy         |
| 1999 | Krwawy deszcz                               | Jako producent wykonawczy         |
| 2000 | Gong yuan 2000 AD                           | Jako producent wykonawczy         |
| 2000 | Kowboj z Szanghaju                          | Jako producent wykonawczy         |
| 2001 | You ling ren jian                           | Jako producent wykonawczy         |
| 2002 | Seung fei                                   | Jako producent wykonawczy         |
| 2002 | Smoking                                     | Jako współproducent               |
| 2003 | Rycerze z Szanghaju                         | Jako producent wykonawczy         |
| 2003 | Medalion                                    | Jako producent wykonawczy         |
| 2004 | Da lao ai mei li                            | Również jako producent wykonawczy |
| 2004 | W 80 dni dookoła świata                     | Jako producent wykonawczy         |
| 2004 | Nowa policyjna opowieść                     | Również jako producent wykonawczy |
| 2004 | Ryżowa rapsodia                             | Jako producent wykonawczy         |
| 2005 | Jing mo gaa ting                            | Również jako producent wykonawczy |
| 2005 | Wiekopomny żal                              |                                   |
| 2005 | Mit                                         | Również jako producent wykonawczy |
| 2006 | Niania w akcji                              | Również jako producent wykonawczy |
| 2008 | Yat kor ho ba ba                            | Również jako producent wykonawczy |
| 2008 | Zakazane królestwo                          | Jako producent wykonawczy         |
| 2009 | Incydent                                    |                                   |
| 2011 | Bao Wei Zhan Dui Zhi Chu Dong La! Peng You! | Również jako producent wykonawczy |

#### Filmy dokumentalne
| Rok  | Tytuł                               | Uwagi                      |
| ---- | ----------------------------------- | -------------------------- |
| 1998 | Jackie Chan: My Story               |                            |
| 1999 | Jackie Chan: Moi kaskaderzy         | Jako współproducent        |
| 2003 | Long de shen chu: Shi luo de pin tu |                            |
| 2011 | Burma: A Human Tragedy              | Jajko producent wykonawczy |

### Jako aktor

#### Filmy pełnometrażowe
| Rok  | Tytuł                        |
| ---- | ---------------------------- |
| 1973 | Ming ri tian ya              |
| 1974 | Yun cai tong zi xiao zu zong |

## Nominacje
Źródło: Internet Movie Database
| Rok  | Nagroda              | Kategoria            |
| ---- | -------------------- | -------------------- |
| 2010 | Hong Kong Film Award | Best Film (Incydent) |